# San Vicente de la Cruz
San Vicente de la Cruz är en ort i Mexiko.   Den ligger i kommunen Guanajuato och delstaten Guanajuato, i den centrala delen av landet, 270 km nordväst om huvudstaden Mexico City. San Vicente de la Cruz ligger 1 889 meter över havet och antalet invånare är 446.
Terrängen runt San Vicente de la Cruz är platt åt sydväst, men åt nordost är den kuperad. Runt San Vicente de la Cruz är det ganska tätbefolkat, med 239 invånare per kvadratkilometer. Närmaste större samhälle är Guanajuato, 11,9 km norr om San Vicente de la Cruz. Trakten runt San Vicente de la Cruz består i huvudsak av gräsmarker.